# Caldeira Okmok
La caldeira Okmok (en anglais Okmok Caldera, en aléoute Unmagim Anatuu) est une caldeira des États-Unis, en Alaska. La violente éruption de l'Okmok en 43 av. J.-C. est la cause probable des basses températures observées dans l'hémisphère nord cette année-là et l'année suivante.

## Géographie
Elle est située sur l'île d'Umnak, dans les îles Aléoutiennes, en Alaska, aux États-Unis. Couronnant un volcan bouclier de 35 kilomètres de diamètre, elle culmine à 1 073 mètres d'altitude au mont Okmok constitué par le rebord nord-ouest de la dépression. Celle-ci contient plusieurs cônes volcaniques et plusieurs lacs dont les cours d'eau se déversent hors de la caldeira par le nord-est. Sur son flanc sud-est se trouve le mont Tulik culminant à 1 253 mètres d'altitude.

## Éruption de 43 av. J.-C.

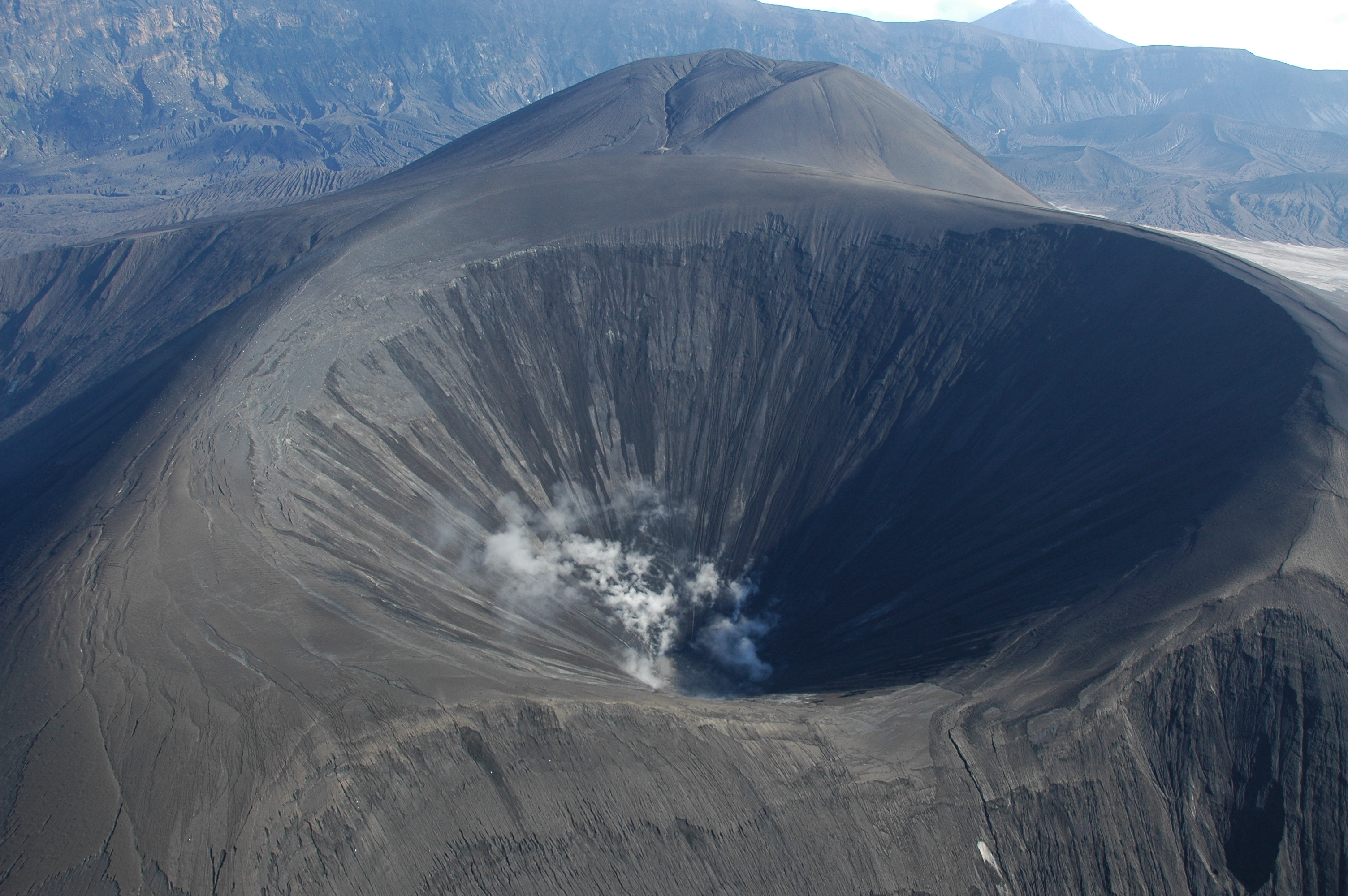
Vue aérienne du cône D né au cours de l'éruption de 2008.

L'Okmok subit une violente éruption en 43 av. J.-C., dont témoignent des téphras riches en soufre retrouvés dans des carottes de glace du Groenland, qui mettent environ deux ans et demi pour se déposer. Cette éruption est considérée comme la cause probable des basses températures dans l'hémisphère nord au cours des années 43 et 42 av. J.-C., mentionnées dans les documents historiques et attestées par paléothermométrie. Les années 43 et 42 sont en effet caractérisées par une baisse des récoltes, des famines, des épidémies et des troubles sociaux, documentés dans une grande partie de l'aire méditerranéenne. Les sources de l'époque évoquent un climat inhabituel, alors que les données géo-climatiques montrent que les années 43 et 42 ont été parmi les années les plus froides des derniers millénaires dans l'hémisphère nord et ont connu un bouleversement de l'hydroclimat.
Les retombées de l'éruption sont nettement visibles et bien datées dans six carottages prélevés en Arctique. La modélisation du climat terrestre de l'époque, construite sur ces bases, a conclu à une forte augmentation de la pluviométrie, avec une acidification des pluies par l'acide sulfurique émis par le volcan. Elle conclut aussi à un épisode de froid extrême, immédiatement après l'éruption, avec dans les régions méditerranéennes une chute des températures moyennes jusqu'à 7°C sous les moyennes saisonnières, et cela durant deux ans après l'éruption.
Cet événement climatique a probablement joué un rôle dans les troubles qui ont précipité la chute de la République romaine et du royaume ptolémaïque, ; ce qui démontre la vulnérabilité des grands États de l'Antiquité aux chocs hydroclimatiques.